# マテウス・ソアレス・トゥーレル
マテウス・トゥーレル（Matheus Thuler）ことマテウス・ソアレス・トゥーレル（Matheus Soares Thuler、1999年3月10日 - ）は、ブラジル・リオデジャネイロ出身のプロサッカー選手。Jリーグ・ヴィッセル神戸所属。ポジションはディフェンダー（センターバック）。

## クラブ歴
CRフラメンゴの下部組織所属。2017年8月30日、U-20チームに所属しているにも関わらず、プリメイラ・リーガに出場し、トップチーム初出場。2018年のコパ・サンパウロ・ジ・フチボウ・ジュニオールに主将として参加し制覇、この時の活躍によってトップチームに昇格。2018年5月26日には、レギュラーのジュアン、レーヴェル、ロドウフォが全員負傷離脱していたため、U-20チームのパートナーであるレオ・ドゥアルチとともに出場、彼自身はカンピオナート・ブラジレイロ・セリエAで初出場、この試合を1-0の勝利で終えた。その後も2018 FIFAワールドカップで中断するまでの4試合をレオ・ドゥアルチとのコンビで出場、中断前最後の試合では初得点を記録した。2018年7月17日に2023年まで契約を延長した。
2021年6月25日、モンペリエHSCに期限付き移籍。
2022年7月、CRフラメンゴへ復帰。
2022年8月1日、Jリーグのヴィッセル神戸に期限付き移籍することが発表された。
2023年シーズンより完全移籍に移行。2023年7月1日、北海道コンサドーレ札幌戦で移籍後初得点。
2024シーズンは、ディフェンスの柱として守備面でリーグ優勝と天皇杯の2冠獲得に貢献、J1ベストイレブンに選出された。

## 個人成績
| 国内大会個人成績 | 国内大会個人成績 | 国内大会個人成績 | 国内大会個人成績 | 国内大会個人成績 | 国内大会個人成績 | 国内大会個人成績 | 国内大会個人成績 | 国内大会個人成績 | 国内大会個人成績 | 国内大会個人成績 | 国内大会個人成績 |
| 年度             | クラブ           | 背番号           | リーグ           | リーグ戦         | リーグ戦         | リーグ杯         | リーグ杯         | オープン杯       | オープン杯       | 期間通算         | 期間通算         |
| 年度             | クラブ           | 背番号           | リーグ           | 出場             | 得点             | 出場             | 得点             | 出場             | 得点             | 出場             | 得点             |
| ブラジル         | ブラジル         | ブラジル         | ブラジル         | リーグ戦         | リーグ戦         | ブラジル杯       | ブラジル杯       | オープン杯       | オープン杯       | 期間通算         | 期間通算         |
| ---------------- | ---------------- | ---------------- | ---------------- | ---------------- | ---------------- | ---------------- | ---------------- | ---------------- | ---------------- | ---------------- | ---------------- |
| 2017             | フラメンゴ       |                  | セリエA          | 0                | 0                | 0                | 0                | -                | -                | 0                | 0                |
| 2018             | フラメンゴ       |                  | セリエA          | 7                | 1                | 0                | 0                | -                | -                | 7                | 1                |
| 2019             | フラメンゴ       |                  | セリエA          | 13               | 0                | 0                | 0                | -                | -                | 13               | 0                |
| 2020             | フラメンゴ       |                  | セリエA          | 4                | 0                | 2                | 0                | -                | -                | 6                | 0                |
| 2021             | フラメンゴ       |                  | セリエA          | 0                | 0                | 0                | 0                | -                | -                | 0                | 0                |
| フランス         | フランス         | フランス         | フランス         | リーグ戦         | リーグ戦         | F・リーグ杯      | F・リーグ杯      | フランス杯       | フランス杯       | 期間通算         | 期間通算         |
| 2021-22          | モンペリエ       |                  | リーグ・アン     | 16               | 0                | -                | -                | 2                | 0                | 18               | 0                |
| ブラジル         | ブラジル         | ブラジル         | ブラジル         | リーグ戦         | リーグ戦         | ブラジル杯       | ブラジル杯       | オープン杯       | オープン杯       | 期間通算         | 期間通算         |
| 2022             | フラメンゴ       |                  | セリエA          | 0                | 0                | 0                | 0                | -                | -                | 0                | 0                |
| 日本             | 日本             | 日本             | 日本             | リーグ戦         | リーグ戦         | リーグ杯         | リーグ杯         | 天皇杯           | 天皇杯           | 期間通算         | 期間通算         |
| 2022             | 神戸             | 15               | J1               | 7                | 0                | 1                | 0                | 0                | 0                | 8                | 0                |
| 2023             | 神戸             | 3                | J1               | 27               | 2                | 1                | 0                | 2                | 0                | 30               | 2                |
| 2024             | 神戸             | 3                | J1               | 36               | 2                | 0                | 0                | 2                | 0                | 38               | 2                |
| 通算             | ブラジル         | ブラジル         | セリエA          | 24               | 1                | 2                | 0                | -                | -                | 26               | 1                |
| 通算             | フランス         | フランス         | リーグ・アン     | 16               | 0                | -                | -                | 2                | 0                | 18               | 0                |
| 通算             | 日本             | 日本             | J1               | 70               | 4                | 2                | 0                | 4                | 0                | 76               | 4                |
| 総通算           | 総通算           | 総通算           | 総通算           | 110              | 5                | 4                | 0                | 6                | 0                | 120              | 5                |

| 国際大会個人成績 | 国際大会個人成績 | 国際大会個人成績 | 国際大会個人成績 | 国際大会個人成績 |
| 年度             | クラブ           | 背番号           | 出場             | 得点             |
| AFC              | AFC              | AFC              | ACL              | ACL              |
| ---------------- | ---------------- | ---------------- | ---------------- | ---------------- |
| 2022             | 神戸             | 47               | 2                | 0                |
| 2024-25          | 神戸             | 3                | 6                | 0                |
| 通算             | AFC              | AFC              | 8                | 0                |

## 代表歴
2018年6月12日、2019 南米ユース選手権を目標とした合宿の際にU-20代表に招集された。その後、本大会にも出場した。

## タイトル

### クラブ
CRフラメンゴ
- コパ・リベルタドーレス：2019
- レコパ・スダメリカーナ：2020
- カンピオナート・ブラジレイロ・セリエA：2019, 2020
- スーペルコパ・ド・ブラジル：2020
- カンピオナート・カリオカ：2019, 2020

ヴィッセル神戸
- J1リーグ：2回（2023年、2024年）
- 天皇杯 JFA 全日本サッカー選手権大会：1回（2024年）

### 個人
ヴィッセル神戸
- Jリーグベストイレブン：1回（2024年）